# ميترا حجار
ميترا حجار (بالفارسية: میترا حجار) هي ممثلة إيرانية، ولدت في 3 فبراير 1977 في إيران.

## أعمال

### أفلام
- (2001) قتل الكلاب المسعورة

## وصلات خارجية
- ميترا حجار على موقع IMDb (الإنجليزية)
- ميترا حجار على موقع قاعدة بيانات الأفلام العربية
- ميترا حجار على موقع ألو سيني (الفرنسية)
- ميترا حجار على موقع أول موفي (الإنجليزية)
- ميترا حجار على موقع قاعدة بيانات الفيلم (الإنجليزية)
- ميترا حجار على موقع كينوبويسك (الروسية)